# Мюссерт, Антон Адриан
Антон Адриан Мюссерт, в старых публикациях фамилия неверно передаётся как Муссерт, (нидерл. Anton Adriaan Mussert; 11 мая 1894, Веркендам — 7 мая 1946, Гаага) — нидерландский политик. Основатель Национал-социалистического движения в Нидерландах. В годы немецкой оккупации страны — «вождь» (leider), то есть глава марионеточного правительства страны. По окончании войны схвачен союзниками и казнён.

## Биография

### Ранние годы
Антон Адриан Мюссерт родился 11 мая 1894 года в брабантском городе Веркендам в семье директора муниципальной начальной школы и был крещён 24 июня того же года. Он рос и воспитывался в консервативной протестантской семье с патриархальными взглядами, где отец считался главным в доме. В 1912 году окончил школу в Горинхеме. С ранних лет, как и его брат, Антон мечтал стать морским офицером, служить во флоте, с мыслями о чём по достижении совершеннолетия и попытался поступить в военное училище. Однако поступить в военное училище ему не удалось из-за низкого роста. После этого он поступил в Делфтский технический университет на гражданское строительство. В январе 1913 умирает отец Мюссерта. Антон Адриан сильно переживал и долгое время был в депрессии.
В годы Первой мировой войны он служил добровольцем в артиллерии, дослужился до капрала. Но из-за тяжёлого заболевания почек Мюссерту пришлось уйти со службы. Дома за ним ухаживала тётя, Мария Витлам. В 1915 году возобновил обучение в университете. В 1918 получил диплом с отличием.

### Инженер
В 1920 году стал работать инженером в Утрехте. Впоследствии был повышен до главного инженера. Мюссерт издал книгу Mussert als ingenieur (1944), в которой выразил свои идеи по поводу инженерии. Многие реализованные проекты, в разработке которых участвовал Мюссерт, продолжают функционировать, в частности, различные мосты, дренажная система Гелдерландской долины и канал Амстердам-Рейн. Также Антон Адриан предлагал построить канал между Маркевардом и Флевополдером, приливную электростанцию и шоссе. Вскоре Мюссерт уволился, не найдя взаимопонимания с коллегами.

### Политическая деятельность
Первоначально Мюссерт был членом Либеральной государственной партии. Но он разочаровался в курсе внешней политики, который, по мнению Мюссерта, не учитывал голландских интересов. И Антон Адриан вступает в Национальный Союз под руководством Карела Герретсона. После распада Национального Союза Мюссерт основывает НСБ вместе с Корнелисом ван Геелкеркеном в 1931 году.

#### НСБ
Сначала НСБ отклоняло идеи расизма и антисемитизма, но с приходом Мейнауда Роста ван Тоннингена это появилось, партия стала более радикальной. Партия получало всё большую поддержку населения. Демонстрация 1933 года собрала 600 человек, через год уже собралось 25000 человек, а на местных выборах 1935 года партия получила 8 % голосов. Оппоненты НСБ стали говорить о «фашистской угрозе» в Голландии, и через год партия потеряла свои позиции, набрав на парламентских выборах 1937 года 4 % голосов. После этого Мюссерт стал более лояльным к нацистской Германии и был готов к сотрудничеству с немцами, если те вторгнутся в Нидерланды.

### Вторая мировая война
В апреле 1940 года Мюссерт и его последователи готовили государственный переворот и план похищения королевы Вильгельмины. 10 мая немецкие войска вторглись в Нидерланды. Мюссерт запретил все партии кроме НСБ, но он не получил поста премьер-министра оккупированной страны. Вместо этого Артур Зейсс-Инкварт был назначен рейхскомиссаром, в то время как Берлин призывал Мюссерта контролировать своих отказывающихся от сотрудничества соотечественников.
Мюссерт подавлял сопротивление оккупационным властям, работая вместе с гестапо. 21 июня 1940 из членов НСБ был сформирован отряд СС-Штандарте «Вестланд». 11 сентября Мюссерт поручил Хенку Фельдмейеру организовать Нидерландские СС как подразделение НСБ. Однако это формирование не имело ничего общего со «Свободным легионом СС Нидерландов». В 1941 году Мюссерт дал присягу на верность Адольфу Гитлеру, но для голландцев и членов НСБ это держалось в секрете. В годы оккупации по приказу Мюссерта были арестованы тысячи голландцев. Гитлер объявил Мюссерта «лидером (нидерл. leider) нидерландского народа» 13 декабря 1942 года, но только в качестве помощника Зейсса-Инкварта. Немцы не полностью доверяли Мюссерту, в частности, потому что он не поддерживал массовые убийства евреев.
7 мая 1945 Мюссерт был арестован в своём офисе в Гааге. Мюссерт не пытался сбежать или скрываться.

## Пребывание в тюрьме и казнь
20 ноября 1945 Мюссерт писал из тюрьмы премьер-министру Виму Шермерхорну о своём секретном изобретении в области морских перевозок, которое он скрывал. Он попросил о контакте с президентом США Трумэном, но получил отказ.
27-28 ноября 1945 прошёл судебный процесс по делу Мюссерта. 12 декабря Антону Адриану был вынесен смертный приговор за государственную измену и нападение на законное правительство. Расстрелян 7 мая 1946 года.

## Отношение к Мюссерту после войны
По окончании войны большинство воспринимало Мюссерта как предателя, так как он сотрудничал с немцами. Но также есть мнение, что Мюссерт сотрудничал с немцами для того, чтобы получить власть, а в дальнейшем восстановить независимость Голландии.